# Велі (Нідерланди)
Велі (нід. Wely) — селище в нідерландській провінції Гелдерланд. Входить до муніципалітету Недер-Бетюве.
Його площа становить 0,21км², а населення станом на 2021 рік складало 165 осіб.
Перша згадка про населений пункт датується кінцем 11-го сторіччям.